# 피에르 들리뉴
피에르 르네 들리뉴(프랑스어: Pierre René Deligne, 1944년 10월 3일 ~ )는 벨기에의 수학자이다.

## 생애
1944년 10월 3일 벨기에 에테르베이크(네덜란드어: Etterbeek)에서 태어났다.
박사 학위를 마친 후, 그는 파리 근교에 위치한 IHÉS에서 알렉산더 그로텐디크와 함께, 자리스키의 중심 정리(Zariski's main theorem)를 스킴 이론으로 일반화하는 작업을 시작했다. 장피에르 세르와도 같이 일을 했고, 모듈러 형식에서 파생되는 l진(l-adic) 표현론과, L-함수의 함수 방정식에 대해서 주요한 결과를 남겼다. 또한, 데이비드 멈퍼드와 함께 대수 곡선의 모듈라이 공간에 대한 연구를 같이 하기도 했다. 모듈라이 공간에 대한 이 연구는 차후 이론 물리학의 끈 이론에서도 주요하게 쓰이게 된다.
1970년부터 1984년 사이에 그는 미국 프린스턴에 위치한 프린스턴 고등연구소로 옮긴다. 그때 이미 들리뉴는 IHÉS의 종신 회원이기도 했다. 이 기간 동안 그는 1973년에 마무리된 베유 추측에 관한 업적, 그리고, 기존의 호지 이론을 확장한 혼합 호지 이론의 개념을 도입하면서 3편으로 나누어 출판한 논문들로 유명해졌다. 이러한 많은 수학적 업적들은 1978년, 그에게 필즈상을 안겨주었다.
이 기간 동안 들리뉴는 베유 추측 이외에도 아주 많은 업적들을 남겼는데, 그 중, 조지 루스티그(George Lusztig)와 함께 대수적 군의 표현론을 만드는데에 에탈 코호몰로지를 응용하는 방법을 찾아낸 것과, 라포포르와 함께 정수론적인 관점에서 모듈라이 공간을 볼 수 있는 방법을 찾아낸 것이 유명하다. 두 번째 것은, 모듈러 형식에 중요한 응용이 있다.
이후 들리뉴는 조지 모스토와 함께 모노드로미에 대한 책을 썼으며, 1988년에는 크라포르드상을 수상하였다.

## 학력
- ~1966년: 브뤼셀 자유 대학교 (석사)
- ~1968년: 브뤼셀 자유 대학교 (박사)
- ~1972년: 파리 제11대학교 (박사)

## 업적
주요 업적으로는 베유 추측의 증명 (1973년)이 있다. 이 밖에도, 알렉산더 그로텐디크의 거대한 연구 프로젝트의 여러 중요 부분을 완성하였다. 예를 들어, 들리뉴는 절대 호지 사이클(absolute Hodge cycles)을 정의하였는데, 이것은 현재도 활발하게 연구되고 있는 모티브 이론의 일종의 모델로 만든 것이다. 이 개념을 사용하면, 호지 추측을 사용하지 않고도 몇 가지 응용을 찾아낼 수 있는 방법을 만들어 낼 수 있다. 또한, 《그로텐디크 페스트슈리프트(Grothendieck Festschrift)》에 출판된, 벡의 모나드성 정리 (Beck's monadicity theorem)를 이용하여 단나카 범주(Tannakian category)에 대한 연구 등이 있다.

## 저서
- Deligne, Pierre (1974). “La conjecture de Weil: I”. 《Publications Mathématiques de l'IHÉS》 43: 273–307. doi:10.1007/bf02684373.
- Deligne, Pierre (1980). “La conjecture de Weil : II”. 《Publications Mathématiques de l'IHÉS》 52: 137–252. doi:10.1007/BF02684780.
- Deligne, Pierre (1990). “Catégories tannakiennes”. 《Grothendieck Festschrift vol II. Progress in Mathematics》 87: 111–195.
- Deligne, Pierre; Mostow, G. Daniel (1993). 《Commensurabilities among Lattices in PU(1,n)》. Princeton, N.J.: Princeton University Press. ISBN 0-691-00096-4.
- Quantum fields and strings: a course for mathematicians. Vols. 1, 2. Material from the Special Year on Quantum Field Theory held at the Institute for Advanced Study, Princeton, NJ, 1996–1997. Edited by Pierre Deligne, Pavel Etingof, Daniel S. Freed, Lisa C. Jeffrey, David Kazhdan, John W. Morgan, David R. Morrison and Edward Witten. American Mathematical Society, Providence, RI; Institute for Advanced Study (IAS), Princeton, NJ, 1999. Vol. 1: xxii+723 pp.; Vol. 2: pp. i–xxiv and 727–1501. ISBN 0-8218-1198-3.

## 같이 보기
- 모티브 (수학)